# Charita (Hasaka)
Charita (arabisch الخريطة, DMG al-Ḫarīṭa), das historische Gissa, ist ein Dorf in der Nähe von Tell Tamer im westlichen Gouvernement al-Hasaka im Nordosten Syriens. Administrativ gehört es zum Nahiya Tell Tamer.
Das Dorf wird von Assyrern bewohnt, die der Assyrischen Kirche des Ostens angehören. Bei der Volkszählung 2004 hatte es eine Bevölkerung von 111.